# Panu Kaila
Panu Viljo Edvard Kaila, född 17 maj 1939 i Helsingfors, är en finländsk arkitekt.
Efter arkitektexamen 1967 vid Tekniska högskolan i Helsingfors har Kaila sedan 1971 verkat vid Museiverket, där han har profilerat sig som en av landets främsta experter på byggnadsreparation och traditionella byggnadsmetoder. Han har sedan 1980 varit speciallärare vid Tekniska högskolan; speciallärare vid Tammerfors tekniska högskola 1978–1990 och specialforskare 1990–2001, överassistent vid Uleåborgs universitet 1990–1995, professor 1995–1998 och specialforskare sedan 1998.
Kaila har representerat Finland vid Unescos internationella konservatorskommitté i Rom, ICCROM, och den internationella organisationen för byggnadsvård ICOMOS samt verkat som expert vid ett flertal internationella konferenser kring byggnadsvård. Han har utgivit ett flertal publikationer, bland annat Österbottengården, handbok för renovering (1978), Byggnadskonservering (1984), Talo kautta aikojen - julkisivujen historia (1987), Talo kautta aikojen - kiinteän sisustuksen historia (1989), Maalausopas (1989), Talotohtori (1996) och Kevät toi maalarin (2000).
Kaila tilldelades 2010 statens pris för informationsspridning för ett livsverk som spridare av information om byggnadskultur och hävdvunna byggmetoder.